# Crash & Bernstein
Crash & Bernstein é uma comédia live-action com marionetes do Disney XD. Criada por Eric Friedman, a série gira em torno de um garoto que tem três irmãs, mas deseja ter um irmão. Seus desejos se tornam realidade quando um boneco chamado Crash ganha vida. A produção da série começou em maio de 2012.  A série teve sua estreia no Disney XD em 8 de outubro de 2012. No Brasil, a série chegou com uma espiadinha em 13 de abril de 2013; e estreou em 20 de abril do mesmo ano. Em Portugal, estreou no Disney Channel, no dia 17 de janeiro de 2014.
Em 15 de abril de 2013, a série foi renovada para uma segunda temporada. Esta teve sua estreia no Disney XD em 7 de outubro do mesmo ano.

## Sinopse
No dia do seu aniversário, Wyatt Bernstein é levado pelos pais a uma loja, onde ele compra um boneco e lhe dá o nome de "Crash", que será tratado como um irmão que ele sempre quis ter na vida. Crash e Wyatt devem lidar com 3 irmãs de variadas idades em casa. Os dois "irmãos" elaboram um plano para que Wyatt tenha o seu próprio quarto, mas não dá certo.

## Elenco e personagens
- Crash (Tim Lagasse) - O protagonista principal da série, é um boneco destruidor e superdesenvolvido criado por seu irmão Wyatt, na loja Build-A-Bestie.
- Wyatt Bernstein (Cole Jensen) - O único garoto membro da família, Wyatt tem 12 anos; e desde pequeno tinha o sonho de ter um irmão. No dia de seu aniversário, as suas irmãs o levam para a loja Build-A-Bestie, onde ele cria um boneco, que logo batiza de Crash. Este acaba ganhando vida, e assim, eles vivem cada momento curtindo e "demolindo" as coisas.
- Amanda Bernstein (Oana Gregory) - Irmã mais velha de Wyatt, Amanda é sempre muito atraente e ama usar vestidos de moda. Vive tirando vantagem de um garoto apaixonado por ela, o Pesto.
- Cleo Bernstein (Landry Bender) - Cleo é a irmã de mesma idade do Wyatt. Ela não suporta Crash e vive realizando o seu sonho de ser uma estilista. Sempre gosta de repetir o seu slogan "CLEO".
- Mel Bernstein (Mary Birdsong) - Mãe de Wyatt, faz de tudo para seus filhos. Ela também é uma das mulheres da família que despreza Crash, por todas as loucuras que ele anda aprontando.
- Jasmine Bernstein (Mckenna Grace) - Irmã caçula de Wyatt. Ela tem uma boneca chamada Princesa Glitter, por quem o Crash se apaixona.
- Pesto (Aaron R. Landon) - Antes de Crash ser um membro da família, ele foi o melhor amigo de Wyatt, e hoje, por algumas vezes, possui uma grande rivalidade com o Crash; e por outras vezes, eles podem se dar bem. Ele trabalha num fliperama local, onde seus pais são os donos. Tem uma queda pela irmã mais velha de Wyatt, a Amanda.
- Mr. Poulos (Danny Woodburn) - Vizinho de baixo de Wyatt e Crash, trabalha no posto de encanamento e sempre está consertando as coisas que o Crash anda destruindo.

## Episódios
| Temporada | Temporada | Episódios | Exibição nos Estados Unidos | Exibição nos Estados Unidos | Exibição no Brasil   | Exibição no Brasil      | Exibição em Portugal  | Exibição em Portugal |
| Temporada | Temporada | Episódios | Estreia de temporada        | Final de temporada          | Estreia de temporada | Final de temporada      | Estreia de temporada  | Final de temporada   |
| --------- | --------- | --------- | --------------------------- | --------------------------- | -------------------- | ----------------------- | --------------------- | -------------------- |
|           | 1         | 26        | 8 de outubro de 2012        | 9 de setembro de 2013       | 20 de abril de 2013  | 27 de fevereiro de 2014 | 17 de janeiro de 2014 | 24 de abril de 2015  |
|           | 2         | 13        | 7 de outubro de 2013        | 11 de agosto de 2014        | 7 de abril de 2014   | 13 de dezembro de 2014  | por anunciar          | por anunciar         |

## Dublagem
| Personagem | Dobragem           | Dublagem              |
| ---------- | ------------------ | --------------------- |
| Crash      | Paulo Oom          | Luiz Laffey           |
| Wyatt      | Guilherme Macedo   | Vyni Takahashi        |
| Cleo       | Luz Fonseca        | Isabella Guarnieri    |
| Amanda     | Ana Vieira         | Agatha Paulita        |
| Jasmine    | Margarida Moreira  | Sicilia Vidal         |
| Mel        | Cristina Carvalhal | Maria Claudia Cardoso |
| Pesto      | Joao Pacheco       | Enrico Espada         |